# Karoo-Namib
Localisation
Karoo-Namib est une écorégion terrestre définie par le WWF.

## Situation générale
La région de Karoo-Namib est immense et comprend une richesse en faune et en flore exceptionnelle. Cette partie du globe est influencée par un climat bien spécifique. C’est cette caractéristique qui lui offre tant de diversité ainsi qu’une flore particulière. Elle traverse plus de trois pays, dont sa plus grande superficie se trouve en Namibie.
C’est une région sèche, parfois froide, venteuse et peu peuplée, ce qui a l'avantage d’un faible impact humain. Les quelques nomades qui peuplent cette région peuvent cependant causer de gros dégâts à la végétation avec leur bétail, qui broute une partie de la végétation. Les conditions environnementales ne permettent pas aux plantes de coloniser l’entière partie de cette région mais cette zone est immense et certains lieux durs d’accès. Peu d’hommes ont la capacité d’y séjourner. En constatant une telle diversité et une telle richesse patrimoniale, l’homme a décidé d’y fonder plusieurs parcs nationaux et réserves. Il existe par exemple en Namibie plusieurs parcs nationaux qui se trouvent sur cette phytorégion (Skeleton Coast N.P, Namib Naukluft N.P et Fish River Canyon N.P.).

### Situation géographique et topographique
La région de Karoo-Namib s’étend le long de la côte Sud-Est de l’Afrique. Elle part du Sud de L’Angola jusqu’aux terres de l’Afrique du Sud, en traversant entièrement la Namibie. Plus on monte dans le nord et plus elle se rétrécit. Sa superficie est estimée à plus ou moins 660 000 km2.
La région Karoo-Namib possède un relief très varié. Elle inclut la plaine côtière et également une partie du plateau intérieur qui se prolonge plus au moins loin dans les terres. Son altitude varie du niveau de l’océan à 2 695 mètres. Ce que l’on nomme Namib est en réalité un désert, qui s’étend tout le long de la Namibie et sur une petite partie en Angola, appelé désert de Mossamedes. Sur toute sa longueur, sa plus grande largeur est d’une centaine de kilomètres, allant de la côte aux pieds des escarpements. Ce désert est en grande partie couvert de sables mobiles et possède une région relativement escarpée, formée majoritairement de granite. Pour sa part, la région de Karoo est dans le prolongement du désert du Namib vers le sud. Elle s’étend jusqu’à dans la région du Cap et sur sa partie nord. Sa surface est assez uniforme malgré certaines fissures telles que des dykes et quelques vallées. Cette partie du globe possède un sol très argileux, qui a tendance à accumuler les sels. En effet, cela peut provoquer la formation de marais saumâtres (étendues d’eau plus au moins stagnantes avec une forte concentration de sel) qui sont souvent situés vers les embouchures.

## Climat
La région de Karoo-Namib est aride et semi-aride. La région de Namib, composée majoritairement de déserts, est la partie aride, d’ailleurs l’une des plus vieilles du monde. Quant à la région de Karoo, celle-ci est considérée semi-aride.
Sur toute la superficie de cette phytorégion, les précipitations ne sont pas réparties de manière homogène et leurs périodicités varient beaucoup. D’une année à l’autre, le volume et la localisation des pluies n’est pas la même, principalement dans les zones sèches. Le désert du Namib a une pluviosité inférieure à 10 mm par an. Ailleurs, la pluviométrie ne dépasse pas les 250 mm par an. Sur la côte ouest (contre l'Atlantique), 60 % des pluies tombent en hiver alors que sur la partie est, 60 % des pluies tombent durant la saison estivale. À noter que la côte ouest reçoit régulièrement des nuages de brouillard en été. Sur la partie côtière, il n’y a pas de gel, à l’exception de la partie Sud où, à de rares occasions, se produisent de légers gels. Par contre, plus à l’intérieur des terres de Namibie et dans la région du Cap, le gel peut durer jusqu’à six mois, malgré des températures n’atteignant pas moins de 0 °C.

## Flore générale

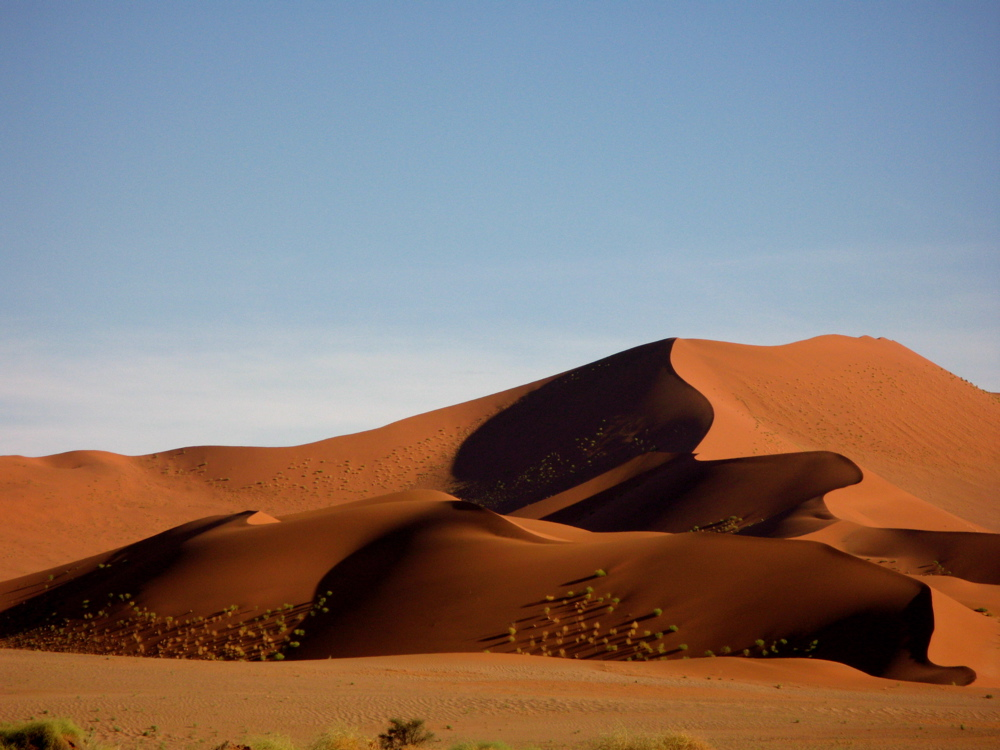
Dunes de Sossusvlei dans le désert du Namib.

Dans cette phytorégion, il existe plus de 3 500 espèces, dont la moitié au plus sont endémiques. Les facteurs permettant une telle diversité sont la localisation géographique, la topographie et le climat, en partie influencé par les deux précédents. La végétation est constituée de petits arbres buissonnants, d'arbustes nains, de grands arbustes, de plantes succulentes et de graminées.
La distribution de ces plantes varie en fonction de la zone spécifique. Dans les lieux arides, la densité des plantes sur le sol est très faible, les arbustes et les buissons sont majoritairement présents le long des cours d’eau et assez rares sur le reste de ces régions sèches, mais ailleurs la densité de plante peut atteindre 50 %.

### Végétation des différentes zones

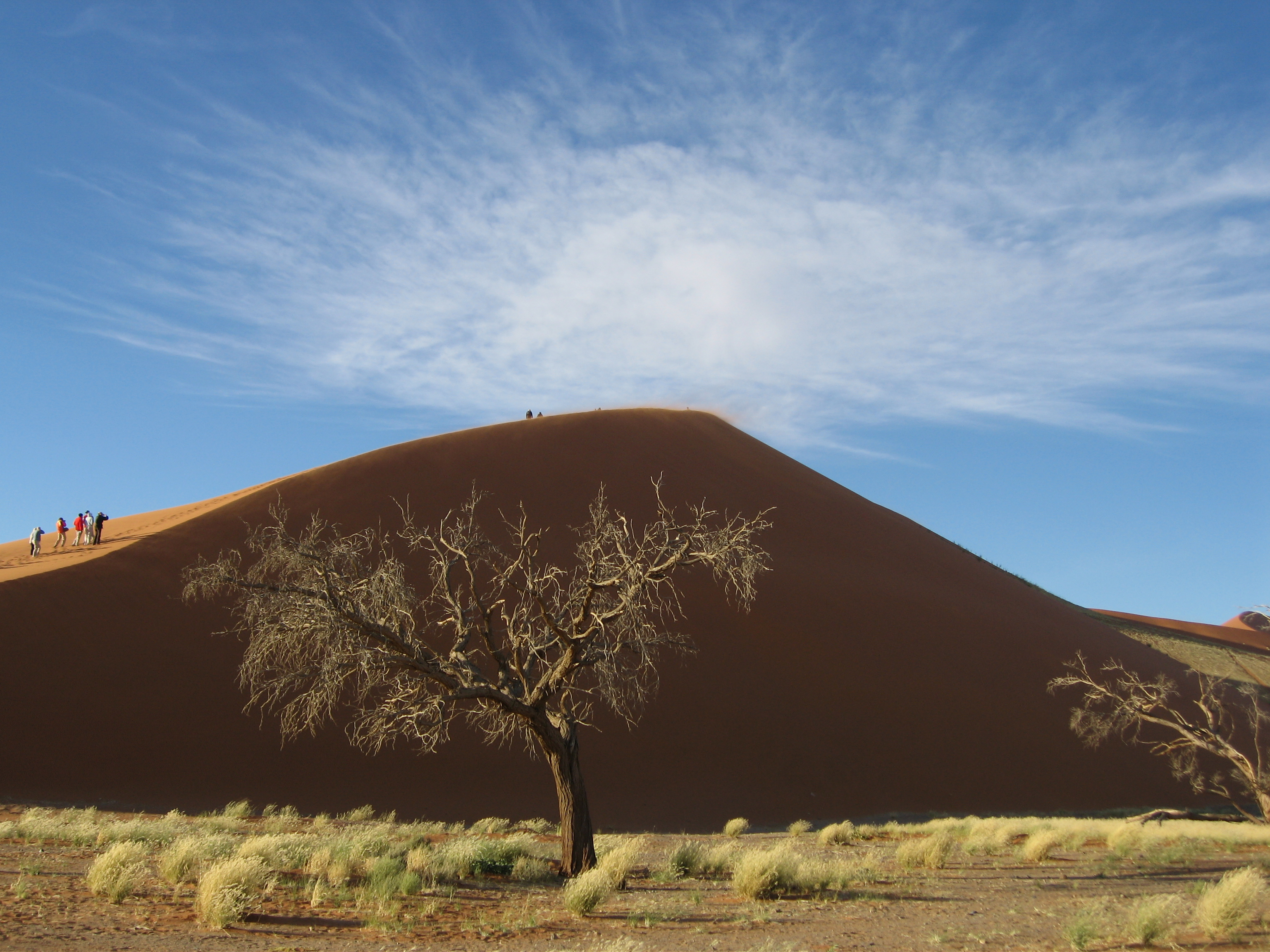
Une grande dune à Sossusvlei.

#### Région de Namib
Le désert de brouillard est composé de végétation très éparse, avec quelques pieds ici et là comme :
- Barleria solitaria
- Ectadium virgatum
- Indigofera cunenensis
- Merremia multisecta
- Petalidium angustilobum
- Petalidium giessii
- Stipagrostis ramulosa
- Eragrostis cyperoides

Il possède aussi de longues bandes de dunes mobiles qui sont particulièrement dépourvues de végétation. Mais il est tout de même possible d'observer :
- Monsonia ignorata
- Trianthema hereoensis
- Stipagrostis gonatostachys
- Stipagrostis sabulicola

Et plus au centre il y a sur de fines dunes :
- Psilocaulon salicornioides
- Salsola aphylla
- Salsola nollothensis

Un désert graveleux se trouve tout autour de la région sableuse. Il est sur la partie Est de la région de Namib. La consistance du sol forme une sorte de carapace qui ne permet pas une intrusion facile des racines. Toutes les roches et les pierres sont recouvertes de lichens foliacés tels que :
- Parmelia sp.
- Usnea sp.
- Teloschistes capensis

Mais la végétation est habituellement absente. Malgré tout, quand plus de pluie se met à tomber, plusieurs plantes colonisent les lieux. Mais ces plantes ne peuvent pas vraiment s'implanter définitivement. Voici quelques exemples de plantes :
- Psilocaulon salicornioides
- Mesembryanthenum cryptanthum
- Drosanthermum luederitzii
- Aizoanthemum dinteri
- Zygophyllum simplex
- Stipagrostis hermanii
- Stipagrostis namibensis
- Stipagrostis subacaulis

Pour ce qui est des affleurements rocheux, dans la partie externe du Namib, c'est la seule région où les plantes vivaces peuvent survire. Ce sont les plantes succulentes naines qui arrivent à s'enraciner dans les crevasses.
La frontière entre le Namib interne et externe est composée essentiellement de graminées. Il s'agit d'une zone de transition. Mais d'autres plantes se trouvent aussi sur cette zone telles que :
- Stipagrostis obtusa
- Sesuvium sesuvioides
- Sesuvium ciliata
- Eragrostis nindensis
- Stipagrostis brevifolia
- Tribulus zeyheri
- Welwitschia bainesii

#### Région de Karoo
Les formations végétales les plus fréquentes sont des steppes à buissons, d'herbes vivaces et de broussailles. Ces étendues végétales sont séparées par des espaces complètement dépourvus de plantes. Mais lorsqu'une rare pluie arrive, ces régions changent en un jardin fleurissant.
L’Acacia corrida forme de véritables formations végétales le long de cours d'eau desséchés.
Acacia detinens et Acacia girrafoe, qui sont des arbustes épineux, font de même. Les formations arbustives des plantes succulentes sont surtout présentes sur la plaine côtière très sablonneuse, sur les sols constitués de pierres dans les escarpements et dans les vallées non pluvieuses des montagnes. Cette phytorégion contient une zone semi-aride. Elle est principalement constituée de formation arbustives, à part vers les cours d'eau, où il y a de la forêt broussailleuse.

### Diverses familles
- Welwitschiaceae (endémique et ne possédant qu'une espèce, Welwitschia bainesii ).
- Asclepiadaceae (6 genres endémiques et environ 160 espèces endémiques).
- Aizoaceae (95 genres endémiques et environ 1500 espèces endémiques).

### Divers genres
En plus de ceux mentionnés au-dessus :
- Adenolobus
- Arthraerua
- Augea
- Ceraria
- Didelta
- Grielum
- Kaokochloa
- Leucosphaera
- Monelytrum
- Nymania
- Phaeoptilum
- Phymaspermum
- Sisyndite
- Xerocladia
- Aloe
- Anacampseros
- Babiana
- Chrysocoma
- Cotylédon
- Crassula
- Eriocephalus
- Euphorbia
- Gasteria
- Haworthia
- Hermannia
- Pentzia
- Pteronia
- Sarcocaulon
- Stipagrostis
- Tetragonia
- Zygophyllum

### Diverses espèces
Certaines espèces présentes dans la région s'étalent bien au-delà de ses frontières. La région de Karoo-Namib possède une faible affinité spécifique avec la flore du Cap. Mais il existe plusieurs espèces de liaison avec le Nord et l'est, telles que :
- Aloe speciosa
- Carissa haemetocarpa
- Crassula portulaceae
- Euclea undulata
- Euphorbia grandidens
- Montinia caryophyllaceae
- Portulacaria afra
- Schotia afra
- Schotia latifolia

Certaines espèces arborescentes :
- Acacia mellifera
- Acacia erioloba
- Acacia karoo
- Boscia albitrunca
- Diospyros lycioides
- Dodonaea viscosa
- Euclea crispa
- Pappea capensis
- Ziziphus mucronata

Certaines espèces de graminées :
- Cymbopogon plurinodis
- Eustachys paspaloïdes
- Fingerhuthia africana
- Hyparrhenia hirta
- Schmidtia pappophoroides
- Themeda triandra

### Ouvrages
- P. Prude, Manuel de géographie botanique traduit par G. Poirault. Paris librairie des sciences naturelles, Paul Klincksieck